# Палентреер, Софья Николаевна
Софья Николаевна Палентреер (23 июня 1900, Канны — 28 марта 1981) — советский искусствовед, кандидат искусствоведческих наук, доцент, одна из основателей школы ландшафтной архитектуры в России.

## Биография
Родилась 23 июня 1900 года во Франции, в Каннах, куда семья переехала в связи с болезнью отца, Николая Ивановича Палентреер (?—22.10.1908, Канны, похоронен на Гран-Жас). В 1914 году Софья вместе с матерью, Брониславой Ивановной Палентреер (?—1928), вернулась в Россию.
Жили в Киеве, затем в Одессе. В 1918 году окончила 7 классов гимназии с золотой медалью, в 1919 году — 8 общеобразовательный класс. С 1919 года училась экстерном в университете на историко-филологическом факультете искусствоведческого отделения. В связи с болезнью матери и тяжелым материальным положением, бросила вуз. Зарабатывала на жизнь языковым репетиторством, иностранным корреспондентом, работала секретарём, продолжая при этом заниматься самообразованием в области искусства. C 1925 года — работала в Москве, в 1927 году вышла замуж.
С 1934 года работала в Мособлпроекте, участвовала в работах по проекту планировки расселения населения в промышленных угольных районах города Караганда («соцгород»).

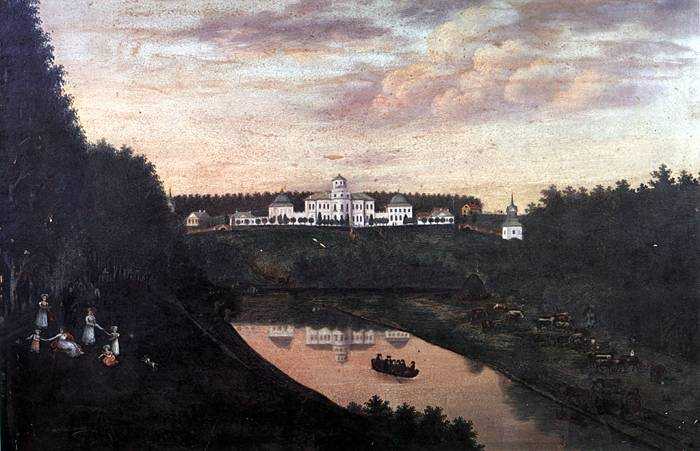
Панорама усадьбы Михайловское (Отто Клодт, 1822)

С 1936 года — научный сотрудник Академии архитектуры СССР. Здесь под руководством профессора архитектуры Л. А. Ильина ею была написана первая статья «Озеленение улиц и магистралей» для «Альбома парковых ансамблей».
В 1940 году, благодаря ходатайству Президиума Академии архитектуры СССР перед ВАК при комитете Высшей школы, Палентреер были назначены специальные экзамены, заменяющие диплом об окончании ВУЗа и о её допуске к защите кандидатской диссертации.
В 1946 году при Академии архитектуры СССР на базе научных кабинетов организованы институты по проблемам архитектуры и градостроительства. При градостроительном институте академии создаётся сектор озеленения городов. Работая в творческом коллективе видных теоретиков и практиков архитектуры (М. П. Коржев, А. П. Иваницкий, Л. А. Ильин и другие), С. Н. Палентреер ведёт научную работу по изучению садов и парков разных стран, переводит на русский язык фундаментальные труды зарубежных специалистов по истории садово-паркового искусства (Громор Ж., Готхайн М. Л. и др.), занимается изучением архивных материалов и исторических планов старых усадеб Москвы и Подмосковья. Палентреер совместно с дендрологами К. А. Виноградовым и Л. Н. Напельбаум и фотографами проводит натурные исследования подмосковных парков. В 1947 году защитила диссертацию на соискание степени кандидата искусствоведческих наук на тему «Приёмы композиции подмосковных парков XVII и XVIII веков».

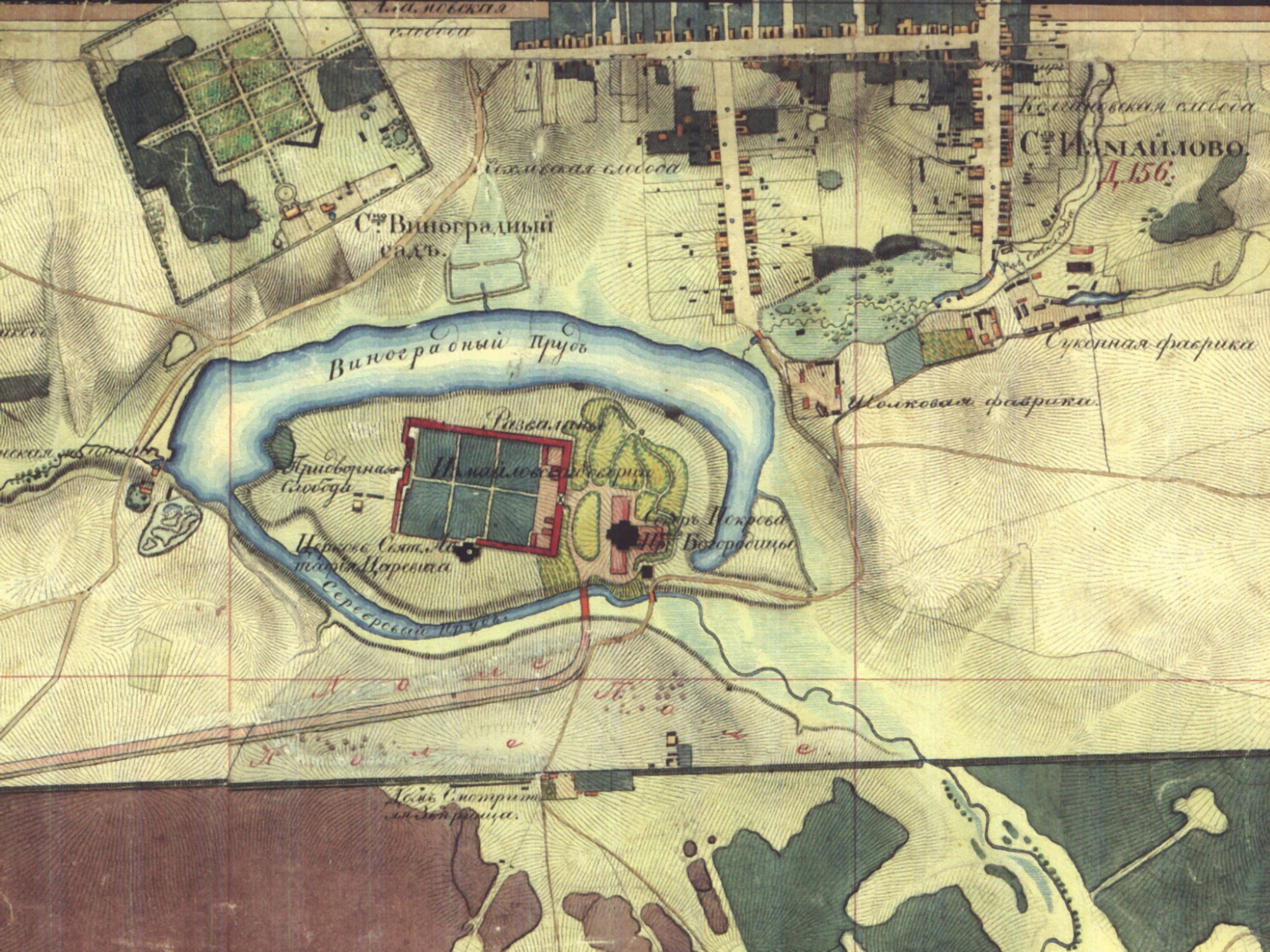
Усадьба Измайлово на топографическом плане Москвы, 1838 год

С 1953 по 1971 год работала доцентом в Московском лесотехническом институте. Сыграла основополагающую роль в формировании ландшафтной школы МЛТИ, занимаясь сохранением памяти о старинных парках. Палентреер была в числе первых, кто начал паспортизацию русских усадебных парков и их систематическое изучение. В результате были обследованы десятки парков, среди которых Середниково, Вороново, Михайловское, Ярополец и другие. С. Н. Палентреер принадлежит заслуга настоящего открытия садов Измайлова. Она сопоставила найденные ею в архивах графические материалы XVII века — генеральные планы, детальные чертежи отдельных садов, огородов, зверинцев с межевыми планами XVIII века и современной топографией местности. Это позволило дать более подробную характеристику композиционно-художественной организации усадьбы.
Автор десятка работ и учебных пособий по вопросам садово-паркового и ландшафтного искусства. На основании архивных изысканий и натурных обмеров Палентреер в своих работах даёт глубокий анализ парковых композиций, систематизированный в научных трудах по теории ландшафтного искусства.
Читала курс лекций по истории садово-паркового искусства в МЛТИ. Разработала методики преподавания, курсового и дипломного проектирования. Ученики Софьи Палентреер стали крупными специалистами, среди них: А. А. Аненков, Ю. А. Веденин, Н. А. Филиппова, В. А. Агальцова, Е. А. Семенова-Прозоровская, Л. М. Фурсова.

У Софьи Николаевны Палентреер дом был открыт ученикам и единомышленникам. Здесь собирались ученики разных поколений: студенты и дипломированные специалисты. Здесь можно было встретить и единственного тогда в России ландшафтного архитектора Л. Е. Розенберга, получившего образование в США, широко эрудированного искусствоведа Л. В. Тыдмана и многих других. Отношения были на равных, к каждому относились с уважением. Обсуждались профессиональные вопросы, события культурной жизни, новинки литературы.— Н. А. Филиппова, ученица С. Н. Палентреер.
В 1971 году Софья Палентреер вышла на пенсию, но не прекращала творческую деятельность.

Наслаждаюсь прогулками и к морю, и в лес, и в ближайший прелестный парк, и к гавани по старым «андерсеновским» улочкам. Настолько хорошо, что махнула рукой на некоторые неудобства быта... Взялась за текст по историческим паркам, пишу с увлечением и быстро, прямо запоем...— Софья Николаевна Палентреер. (Вентспилс, лето 1974).
Умерла 28 марта 1981 года.

## Семья
Сын — Сергей Юльевич Брайловский.

## Избранные труды
Книги:
- Палентреер С. Н. Озеленение жилых улиц и магистралей / С. Н. Палентреер. — М.: Изд-во Акад. архитектуры СССР, 1945. — 79 с.
- Палентреер С. Н. Озеленение пришкольных участков / С. Н. Палентреер и Н. П. Ракицкий. — М.: Изд-во и 1-я тип. Гос. изд-ва архитектуры и градостроительства,, 1950. — 87 с.
- Палентреер С. Н. Усадьба Вороново. — М.: Госстройиздат, 1960. — 81 с. — (Сокровища русского зодчества).
- Палентреер С. Н. Ландшафтное искусство. — М.: Учпедгиз, 1961. — 119 с.
- Палентреер С. Н. Ландшафтное искусство (построение пейзажей в парках и лесопарках). — М.: Росвузиздат, 1963. — 134 с.
- Палентреер С. Н. Ландшафты лесопарков и парков. — М.: Лесная промышленность, 1963. — 110 с.
- Палентреер С. Н. Садово-парковое искусство. — М.: Центр МЛТИ, 1978. — Т. 1 и 2. — 124 с.
- Палентреер С. Н. Садово-парковое и ландшафтное искусство: Избранные труды. — М.: МГУЛ, 2008. — 307 с. — ISBN 5-8135-0415-X.

Статьи: 
- Палентреер С. Н. Сады XVII века в Измайлове. (Реконструкция композиционно-планировочной схемы подмосковного дворцового ансамбля и вотчинного хозяйства) // Сообщения института истории искусства АН СССР. — М., 1956. — Вып. 7. — С. 80—104.
- Палентреер С. Н. Построение пейзажей полян // Ландшафтная архитектура. Сборник статей. По материалам совещания, посвященным вопросам ландшафтной архитектуры.. — М.: Госстройиздат, 1963.